# 瓦勒多尔南
瓦勒多尔南（法語：Val-d'Ornain，法語發音：[val dɔʁnɛ̃]，意为“奧爾南河谷”）是法国默兹省的一个市镇，位于该省西部，属于巴勒迪克区。

## 历史
瓦勒多尔南成立于1973年，由原市镇米塞（Mussey）、比西拉科特（Bussy-la-Côte）和瓦尔内（Varney）合并而成。

## 地理
瓦勒多尔南（48°48'6"N, 5°4'7"E）面积24.16 平方千米，位于法国大東部大區默兹省，该省份为法国西北部内陆省份，北与比利时接壤，西接马恩省和阿登省，南至上马恩省和孚日省，东临默尔特-摩泽尔省。
与瓦勒多尔南接壤的市镇（或旧市镇、城区）包括：索河畔伯雷、沙尔多涅、库翁日、凡-韦勒、莱蒙、卢皮堡、奥尔南河畔讷维尔、瓦桑库尔。
瓦勒多尔南的时区为UTC+01:00、UTC+02:00（夏令时）。

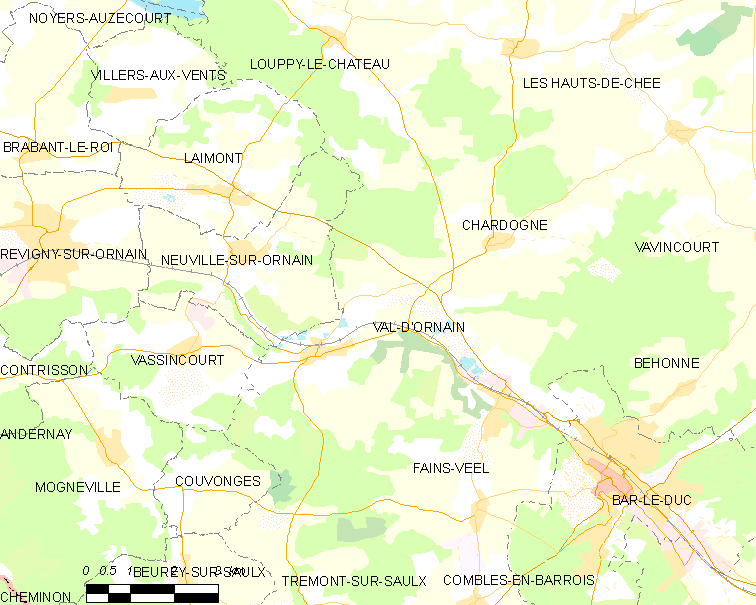
瓦勒多尔南的OSM定位图

## 行政
瓦勒多尔南的邮政编码为55000，INSEE市镇编码为55366。

## 政治
瓦勒多尔南所属的省级选区为奥尔南河畔勒维尼县。

## 交通
默兹省省道D1线、D2线和D122D线在瓦勒多尔南中心交汇。此外省道D35线和D994线在境内的东北侧交汇。巴黎－斯特拉斯堡铁路经过境内并曾设站，现已关闭。

## 人口

1962-2008年间瓦勒多尔南人口变化图示

瓦勒多尔南于2022年1月1日时的人口数量为971人。